# Metarranthis adustaria
Metarranthis adustaria là một loài bướm đêm trong họ Geometridae.